# NGC 7239
NGC 7239 é uma galáxia elíptica (E-S0) localizada na direcção da constelação de Aquarius. Possui uma declinação de -05° 03' 10" e uma ascensão recta de 22 horas, 15 minutos e 01,3 segundos.
A galáxia NGC 7239 foi descoberta em 1 de Outubro de 1864 por Albert Marth.